# Adrenalina (Benji & Fede)
Adrenalina è un singolo del gruppo musicale italiano Benji & Fede, pubblicato il 14 ottobre 2016 come secondo estratto dal secondo album in studio 0+.

## Video musicale
Il videoclip della versione spagnola del brano, diretto da Claudio Zagarini e Giada Job, è stato pubblicato sul canale YouTube della Warner Music Italy il 10 febbraio 2017.

## Tracce
Download digitale
Testi di Francesco De Maria, Benjamin Mascolo, Federico Rossi, musiche di Mikael Jarkko Ehnqvist, Matias Veikko Olavi Keskiruokanen, Kalle August Leonard Lindroth.
1. Adrenalina – 3:16

Download digitale – Spanish Version
1. Adrenalina (Spanish Version) – 3:15

## Classifiche
| Classifica (2016) | Posizione massima |
| ----------------- | ----------------- |
| Italia            | 22                |